# Bazilije I. Carigradski
Bazilije I. Skamandrenos (grčki Βασίλειος Σκαμανδρηνός) bio je patrijarh Carigrada 970. – 974. Bio je redovnik u Siriji prije nego što je postao patrijarh, ali na tom položaju nije bio dugo. Optužen je da je kovao zavjeru protiv bizantskog cara Ivana I. Cimiska, ali je odbio pojaviti se pred carskim sudom te je prognan iz Carigrada. Povukao se u manastir Skamandros, gdje je i umro.
| prethodnik Polieukt Carigradski | Patrijarh Konstantinopola | nasljednik Antonije III. Carigradski |